# Lennart Holm (arkitekt)
Lennart Holm, född 4 september 1926 i Halmstad, död 19 februari 2009 i Täby, Stockholms län
, var en svensk arkitekt och stadsplanerare. Han var son till Kerstin och Yngve Holm. Lennart Holm gifte sig med Lillemor Holm (innan, Lillemor Fogelström) 1951. Lennart fick fyra barn, Malin Lindqvist, Maria Holm, Johanna Holm Bodin och Fredrik Holm.

## Biografi
Holm disputerade 1955 vid Kungliga Tekniska högskolan (KTH) med avhandlingen "Familj och bostad" i vilken han undersökte hur människor använde sina bostäder. Han var sedan verksam i en rad utredningar och undersökningar som handlade om hur bostäder och bostadsområden borde planeras och byggas. Han undervisade i "byggnadsfunktionslära" vid arkitektutbildningen på KTH i Stockholm 1957–1967. Han var en tid chef för Statens Institut för Byggnadsforskning i Gävle och blev därefter 1969 generaldirektör för det nyinrättade Statens planverk, och stannade på posten till 1987. Holm var aktiv i debatten och skrev mängder av artiklar. Holm var en känd person inom bygg- och bostadsbranschen, som med skarp tunga och vass penna blev både hyllad och kritiserad för sin debattstil och sina orädda ställningstaganden. Han kom också att kallas för "Sveriges meste utredare" genom sina många utredningsuppdrag. 
Han 1951–1969 var redaktör för Att bo och från 1976 ordförande i Riksutställningar.
Holm var utbildad arkitekt men han ritade inte hus, annat än undantagsvis. Hans stora insats var inom byggnadsforskningen, med utredningar som syftade till att effektivisera bostadsbyggandet. Dock ritade han under 1950-talet en villa tillsammans med Bengt Edman, Villa Göth, på uppdrag av den dåvarande Pharmaciachefen Elis Göth, som även var Holms morbror. Resultatet blev uppmärksammat och gav upphov till det arkitektoniska begreppet brutalism. 
Holm blev 1964 ledamot av Ingenjörsvetenskapsakademien och erhöll 1968 professors namn. Lennart Holm tilldelades Olle Engkvist-medaljen 1995 för sitt långvariga "engagemang i det offentliga samtalet om byggnadskonst".

## Verk i urval

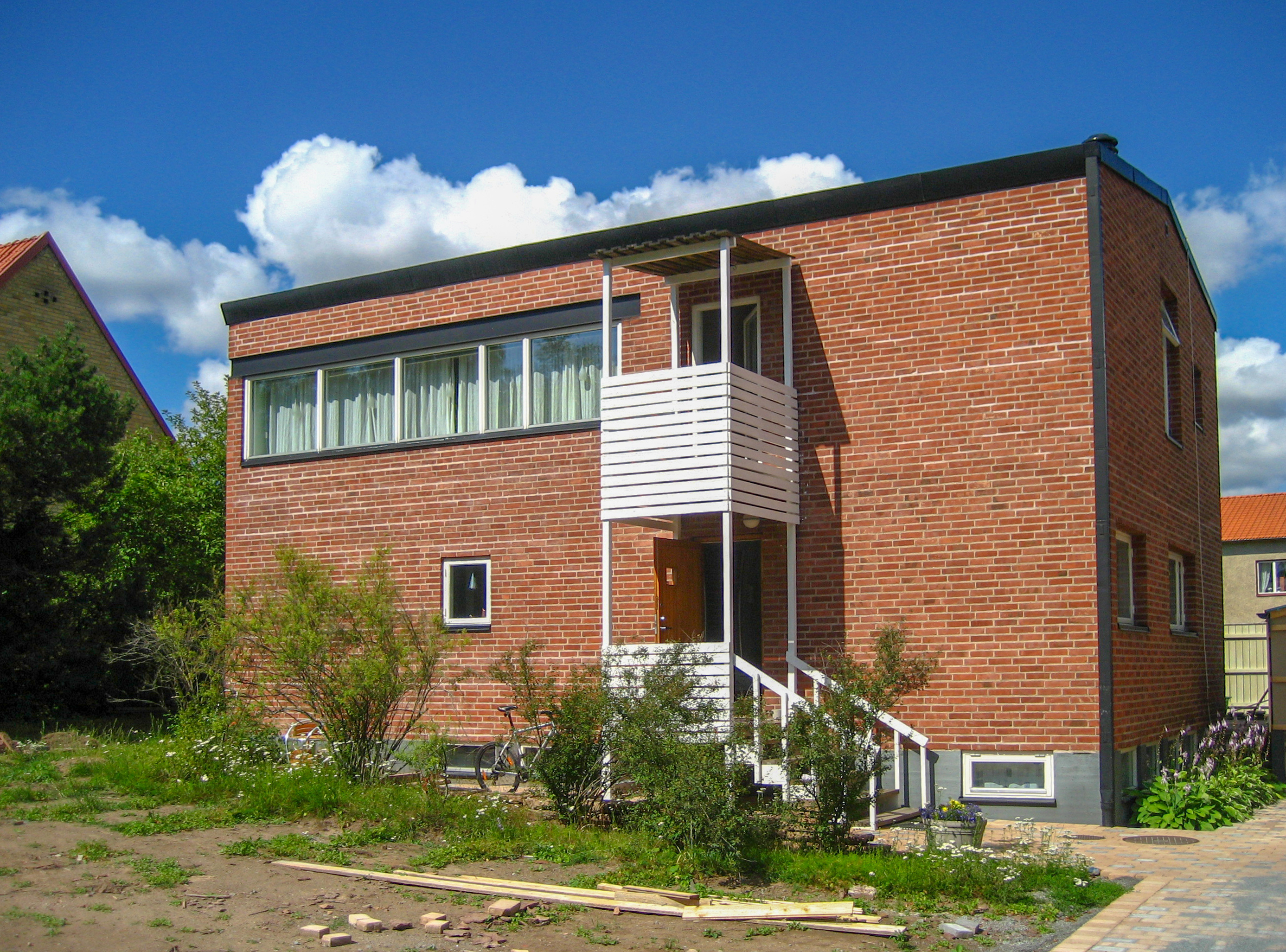
Villa Göth i Uppsala (1950).

- Villa Göth, Döbelnsgatan 17, Uppsala, 1950, tillsammans med Bengt Edman
- Sommarhus i Bua, Halland, 1950.
- KF-utställningen, Utan gränser, tillsammans med Bengt Warne.
- Utställning i Kungsträdgården, Bostad i Kungsträdgården, 1980, tillsammans med Hilding Lögdberg.
- Tvären - ett försökshus på Örebroutställningen 1965, tillsammans med Hilding Lögdberg.